# École d’Art Pallas (1919–1940)
Pour les articles homonymes, voir Pallas.

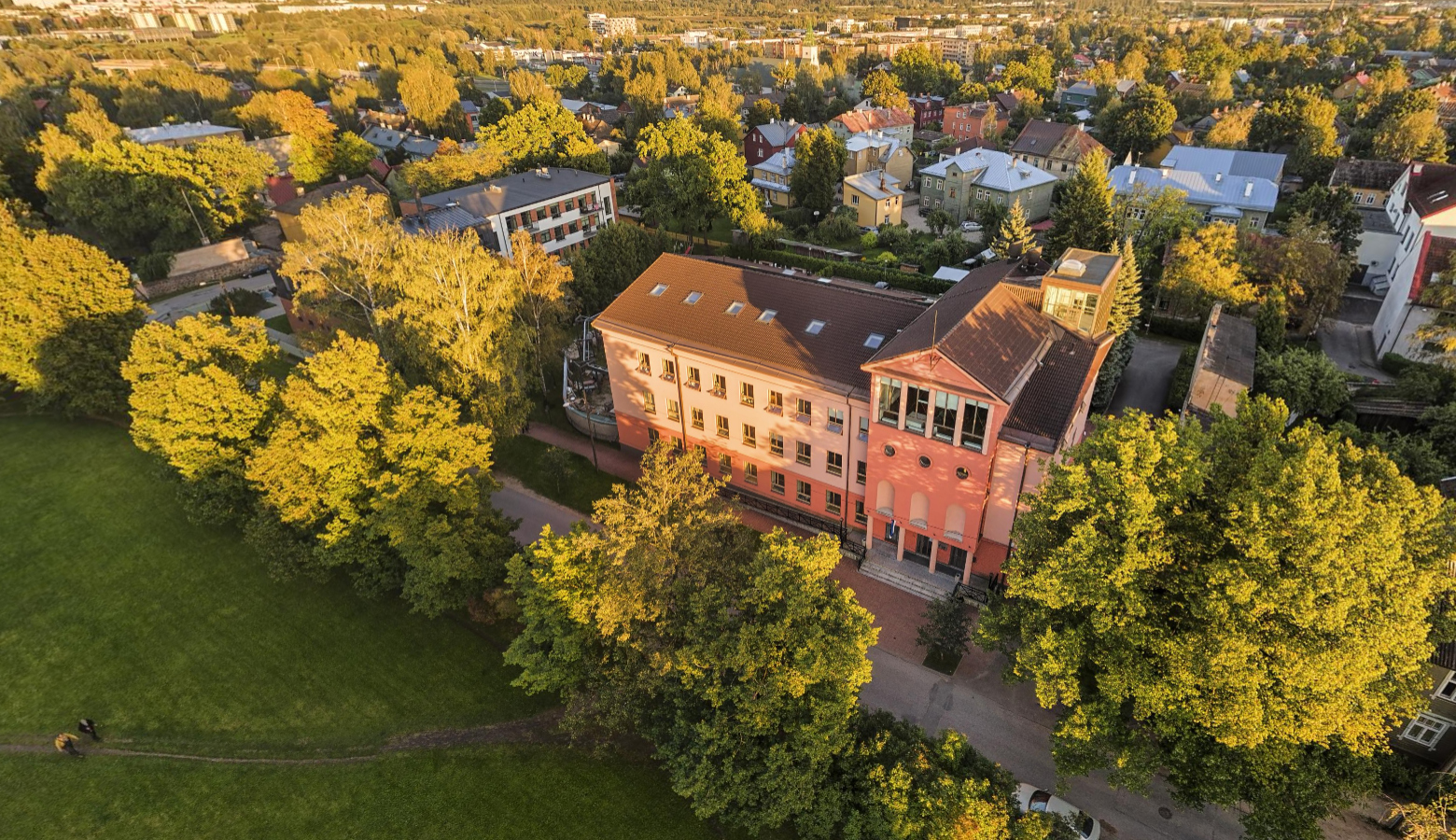
Vie aérienne de l'école.

L'école d'art Pallas (Kunstikool Pallas) fut créée en 1919 à Tartu en Estonie. En 1923, elle obtint le statut d'école supérieure et devint diplômante. Elle fut profondément affectée par l'occupation soviétique de la ville à partir de juin 1940.
Ses professeurs et ses élèves sont parmi les grands créateurs de l'art moderne estonien, dans une synthèse des différents courants du modernisme européen (Art nouveau, Expressionnisme, Cubisme, Constructivisme, etc.) et d'une tradition artistique nationale promue depuis la seconde moitié du XIXe siècle.

## La création de l'École d'art Pallas

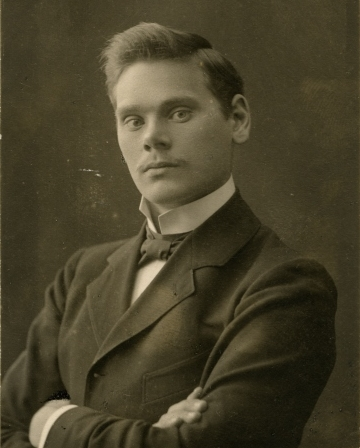
Aleksander Tassa (1903), cofondateur de l’école.

L'école d'art Pallas fut créée en 1919 par les membres de la toute jeune Société des artistes Pallas, dans le contexte de la fondation de la première république indépendante d'Estonie.
À la fin de la Première Guerre mondiale, en 1918, les nationalistes estoniens proclamèrent l'indépendance de l'Estonie, mais ils durent l'imposer par une guerre à la Russie bolchévik. Le traité de Tartu, signé le 2 février 1920, entérina l'indépendance de l'Estonie.
C'est dans ce contexte que fut créée  à Tartu la Société des Artistes Pallas (Kunstiühing Pallas) par Konrad Mägi, Aleksander Tassa, Julius Genss, Marie Reisik, August Pärn, Alma Koskel, J. Einsild, Klara Holst, V. Kangro-Pool, M. Pukits et Ado Vabbe (statuts signés le 21 janvier 1918). Premier groupe artistique estonien constitué, volontairement moderniste, avant-gardiste, il rassemblait cependant des artistes très différents, qui ne constituaient pas un courant formel homogène, même si on les qualifie souvent d'expressionnistes pour les années 1920. Ils étaient influencés par les multiples courants artistiques qui avaient fleuri en Europe à la fin du XIXe siècle et au début du XXe siècle, Impressionnisme, Symbolisme, Art nouveau, Fauvisme, Expressionnisme, Futurisme, Cubisme, etc.
Parmi les membres fondateurs, plusieurs étaient liés au courant nationaliste Noor-Eesti (Jeune Estonie) créé en 1905 à Tartu.
C'est à l'initiative de Konrad Mägi, Anton Starkopf, Alexandre Tassa et Ado Vabbe que la Société des Artistes ouvrit le premier octobre 1919, des ateliers de sculpture, de peinture, d'arts graphiques et de dessin qui prirent le nom d'École d'Art Pallas. 
Ils s'inspiraient des écoles, académies et ateliers qu'ils avaient fréquentés dans d'autres pays, en Russie à Saint-Pétersbourg (école Stieglitz), en Allemagne (à Münich ou Düsseldorf) et surtout à Paris (Académie russe et académie Colarossi). Leur modèle pouvait aussi être Ants Laikmaa (1866-1942), peintre estonien fondateur d'un atelier d'art à Tallinn en 1903. Il avait organisé la première exposition d'art estonien à Tallinn, puis à Tartu en 1906 et initié la première Société des artistes estoniens, fondée en 1907. Par ailleurs, une école des Art appliqués avait été ouverte à Tallinn en 1913.

## Évolution de l'École

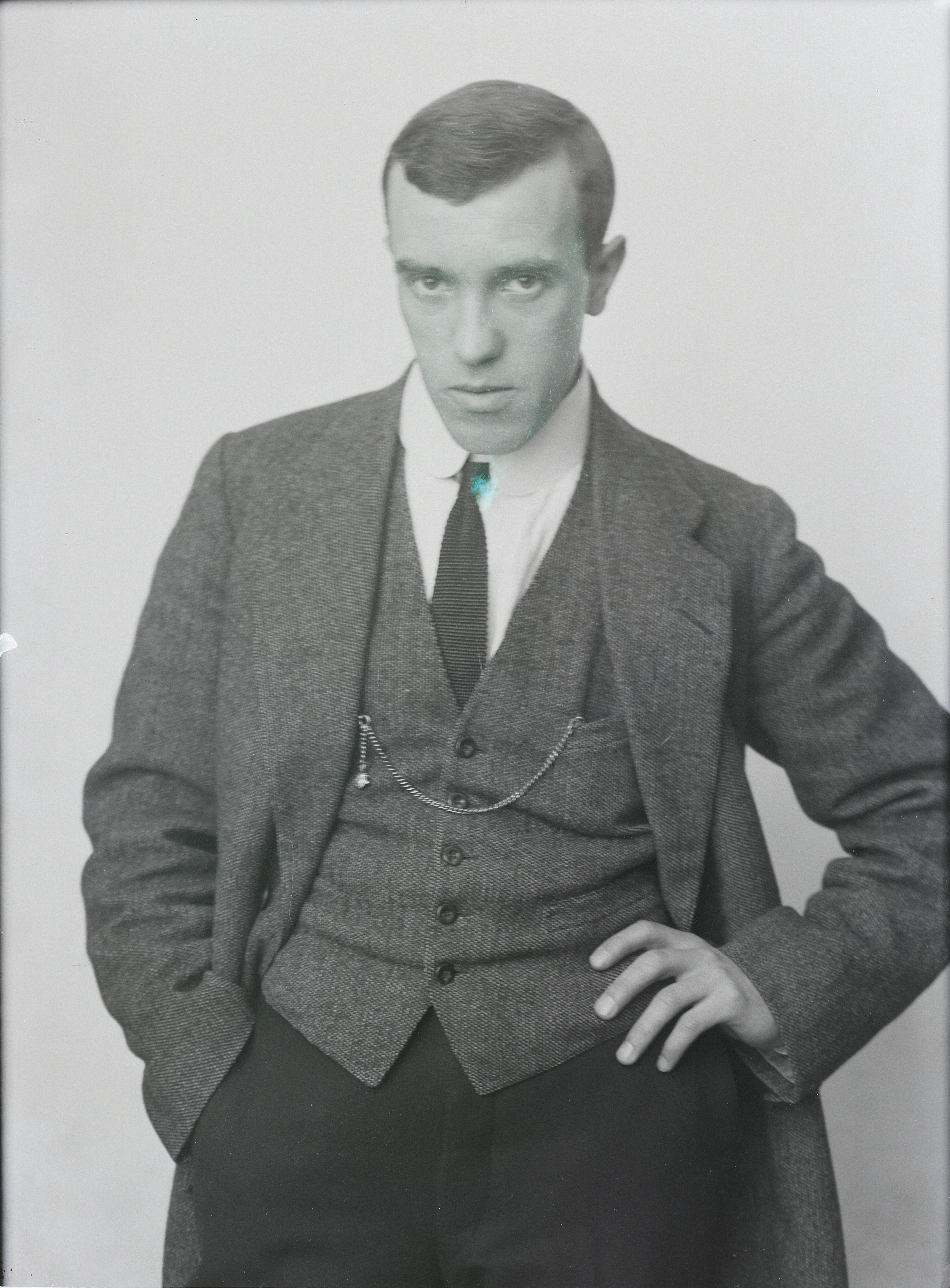
Konrad Mägi, premier directeur de l’école.

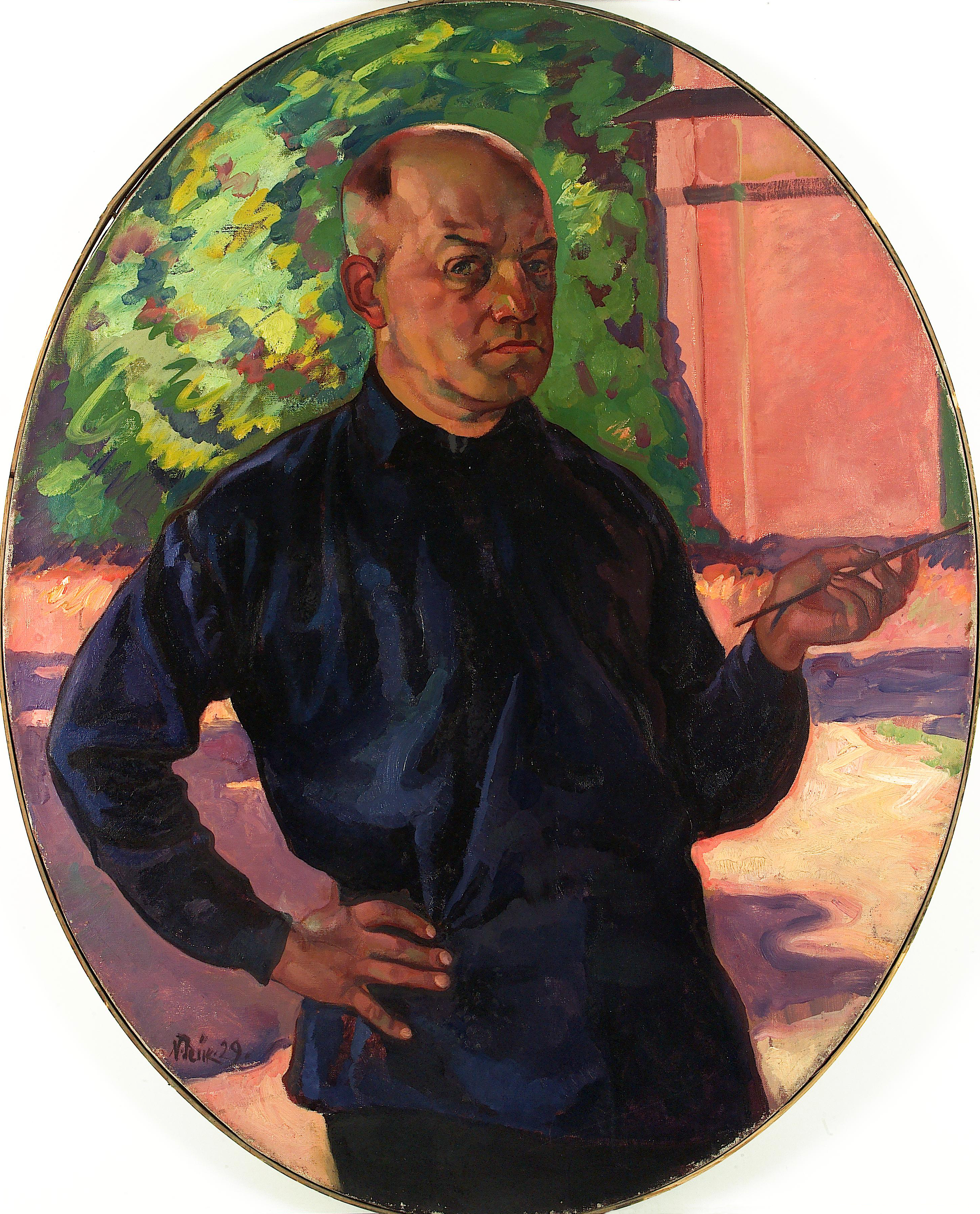
Nikolai Triik (autoportrait).

École mixte, de statut privé, elle fut réorganisée en 1921 pour offrir un véritable cursus d'étude ouvert aux débutants. Elle obtint un soutien financier de l'État estonien et déménagea dans de nouveaux locaux. 
En 1923, elle obtint le statut officiel d'École d'Art Supérieure (Kõrgem Kunstikool) et devint diplômante en 1924. Entre 1924 et 1943, il y eut 90 diplômés, 61 peintres, 17 sculpteurs et 12 graveurs. L'école fit de Tartu un centre artistique majeur de l'Estonie indépendante.
Konrad Mägi dirigea l'école de 1919 à sa mort en 1925. Anton Starkopf fut directeur de 1929 à 1940.
Les premiers professeurs furent Konrad Mägi (peinture), Anton Starkopf (sculpture et composition), Ado Vabbe (arts graphiques), Nikolai Triik (peinture et arts graphiques) et Voldemar Mellik (dessin). Leur nombre augmenta et dans les années 1930 d'anciens élèves de l'École y devinrent enseignants, comme Eduard Wiiralt,  Arkadio Laigo et Hando Mugasto. Des professeurs étrangers firent des séjours à l'école, comme les Allemands Georg Kind et Magnus Zeller.
Les cours de peintures étaient centrés sur l'étude de la nature, des paysages et des natures mortes ; mais aussi des études de nus, avec des modèles, dont Magda Beck, appelée La Bayadère.
L'école organisait des voyages, en Allemagne au début des années 1920, puis à Paris jusqu'à la Seconde Guerre mondiale. Les années 1930 furent très inspirées par la culture et l'art français. Mais un intérêt se manifesta aussi pour l'art belge et hollandais.
Parallèlement, la Société Pallas organisait des expositions. Les premières présentèrent Otto Dix, Natalia Gontcharova et Mikhail Larionov.
Les années 1920 furent plus expérimentales, avant-gardistes, plus expressives, influencées par l'expressionnisme allemand et le constructivisme russe, alors que les années 1930, dans un contexte européen et national de crise économique et de pouvoir autoritaire, virent le retour d'un art plus réaliste, tirant des sujets de la vie locale et quotidienne.
Le contexte des années 1930 entraîna de nouvelles modifications du statut de l'École qui entra dans une période d'instabilité financière.
Le pacte germano-soviétique du 23 août 1939 annonçait la disparition des pays baltes. Hitler cédait l'Estonie à l'URSS stalinienne, qui l'envahit en juin 1940. La soviétisation de la culture entraîna un changement de statut et d'enseignement pour l'École Pallas. L'occupation allemande, entre 1941 et 1944 en consacra la disparition. En 1944, le bâtiment de l'École brûla. Professeurs et élèves se dispersèrent.

## Diplômés et étudiants
Premiers diplômés : Eduard Wiiralt, Natalie Mei, Ferdi Sannamees, Kuno Veeber ; Eerik Haamer ; Felix Johanson-Randel, Hando Mugasto (graveurs) ; Karin Luts, Ida Adamson ; Karl Pärsimägi ; Arkadio Laigo ; Jaan Grünberg, Kristjan Teder, Juhan Muks (ces trois vécurent plusieurs années à Paris) ; Aleksander Vardi (post-impressionniste). 
Nouvelle génération de la fin des années 1930 : Elmar Kits, Endel Kõks, Leppo Mikko et Alfred Kongo (moins réalistes, plus formalistes) ; Ella Mätik, Aino Bach, Agate Veeber, Salome Trei ; Eduard Rüga, Erich Pehap, Richard Kaljo ; Voldemar Haas ; Andrus Johani, Kaarel Liimand, Nikolai Kummits, Richard Uutmaa, Richard Sagrits, Priidu Aavik ; Erich Lips, Endel Taniloo.

## Sources
- Jonathan Blackwood, « Mapping Estonian modernism : Märt Laarmann and the Eesti Kunstnikkude Ryhm » dans Celina Jeffery et Gregory Minissale (dir.), Global and local art histories, Cambridge scholars publishing, Newcastle, 2007, p. 84-98.
- Juta Kivimäe, Estonian art before ww2, in Art of the Baltics, The struggle for freedom of artistic expression under the Soviets, 1945-1991, Alla Rosenfeld et Norton T. Dodge (dir.), New Brunswick, 2002, p. 33-42.
- Tiina Nurk, Kõrgem kunstikool Pallas 1919–1940. Täiendatud ja parandatud väljaanne, Tänapäev, Tallinn 2004. (294 p. + 61 planches.)